# Androkefalizm
Androkefalizm (gr. anḗr, andrós ‘mężczyzna’, ‘człowiek’, kephalḗ ‘głowa’) – przedstawienie postaci zwierzęcej z głową ludzką.
Występował w sztuce starożytnego Egiptu (sfinks), asyryjskiej i perskiej (np. Lamassu), starożytnej Grecji (harpia), Indii i Chin, a także w sztuce koptyjskiej i średniowiecznej Europy.